# Pilha D

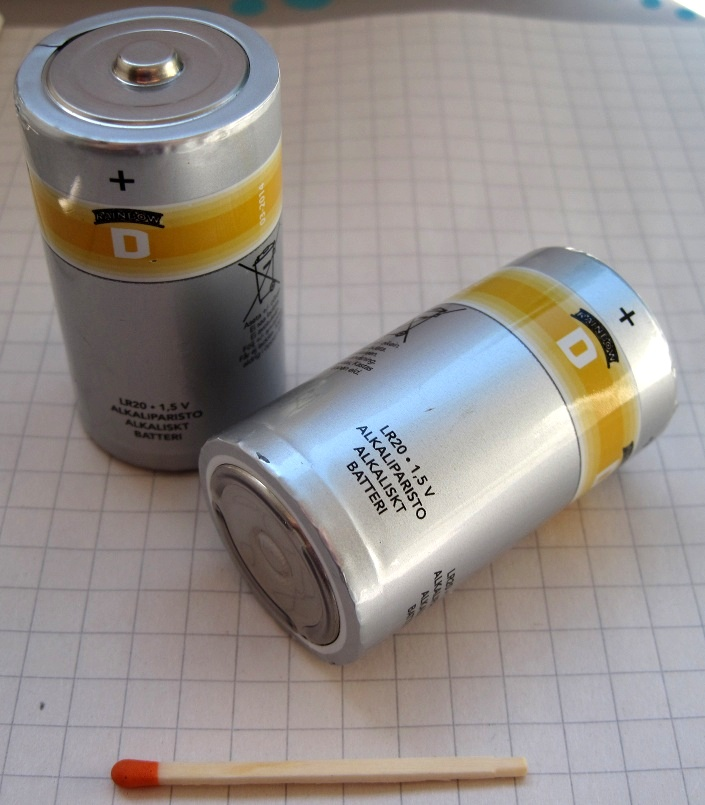
Duas pilhas tamanho D.

Uma pilha D ou R20 é um padrão de tamanho de pilha seca, com formato cilíndrico e um contato positivo em uma ponta e um contato negativo na outra, foi criada em 1898 pela National Carbon Company tendo 61,5 mm de comprimento e 33,2 mm de diâmetro. No Brasil, é conhecida pelo apelido de "pilha bujão".

## Dimensões e capacidades
|                   | Zinco–carbono | Alcalina              | Li-FeS2 | NiCd          | NiMH           |
| ----------------- | ------------- | --------------------- | ------- | ------------- | -------------- |
| Nome (IEC)        | R20           | LR20                  | FR20    | KR20          | HR20           |
| Nome (ANSI/NEDA)  | 13D           | 13A                   | 13LF    |               |                |
| Capacidade típica | 8000 mAh      | 12000-18000 mAh       |         | 2000-5500 mAh | 2200–12000 mAh |
| Tensão nominal    | 1.5 V         | 1.5 V                 | 1.5 V   | 1.25 V        | 1.25 V         |
| Recarregável?     | Não           | Somente tipo especial | Não     | Sim           | Sim            |